# Pierre Baldi
Pour les articles homonymes, voir Pierre Baldi (bioinformatique) et Baldi.
Pierre Baldi né le 18 janvier 1919 à Anglet et mort dans la même ville le 18 juin 2022, est un artiste peintre français. Il fit ses études à l'école de Peinture Décorative de Tours.